# Jewhen Zawjałow
Jewhen Petrowycz Zawjałow, ukr. Євген Петрович Зав'ялов (ur. 20 lipca 1931 w Kadyjewce, zm. 5 lutego 2015) – ukraiński górnik Zagłębia Donieckiego.

## Życiorys
Pracę zawodową rozpoczął w 1949 roku jako uczeń mechanik w przedsiębiorstwie samochodowym nr 1 Kombinatu "Kadijewugol".
W 1956 roku, po zakończeniu służby w Armii Radzieckiej, pracował w piekarni nr 1 w Kadyjewce. W latach 1958–1987 pracował przy oczyszczeniu dolnych wyrobisk kopalni im. Iljicza Kombinatu "Kadijewugol".
Był deputowanym Rady Miejskiej w Stachanowie.

## Odznaczenia
- Bohater Pracy Socjalistycznej (1977)
- dwa Ordery Lenina
- Order Czerwonego Sztandaru Pracy
- Order Przyjaźni Narodów
- Order „Za zasługi” III klasy (2010)[2]
- Honorowy Obywatel Stachanowa
- Odznaka „Górnicza Sława”